# Chastain Park

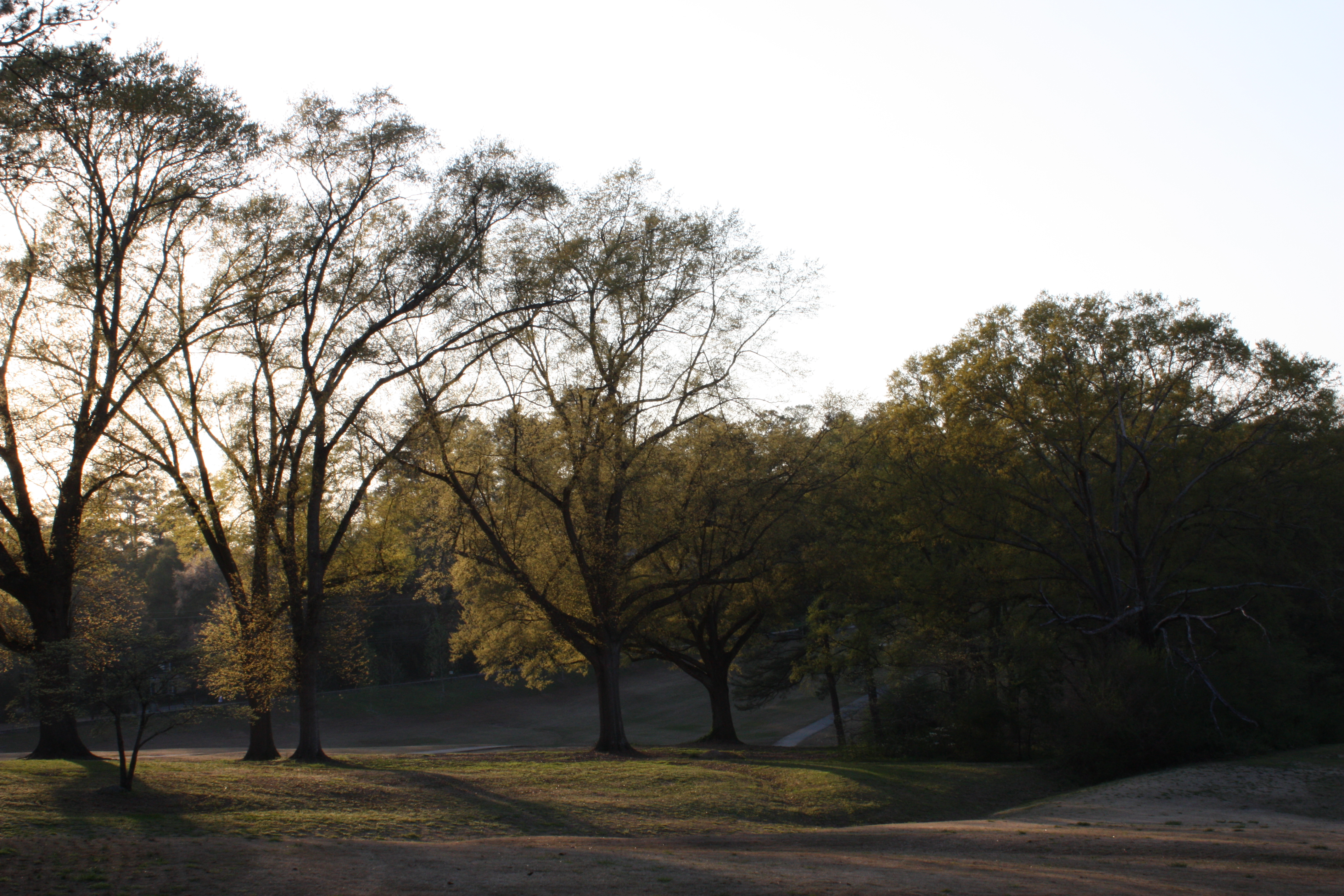
Chastain Park, Atlanta.

El Chastain Park es el mayor parque de la ciudad de Atlanta, en el estado de Georgia (Estados Unidos). Tiene un área de 1,08 km² y se encuentra en la zona norte de la ciudad.

## Origen del nombre
El nombre del parque proviene de Troy Green Chastain, un miembro de la Comisión del Condado de Fulton County desde 1938 hasta 1942.
- Datos: Q5087441